# Островной (Приморский край)
Островно́й — село в Красноармейском районе Приморского края. Входит в Дальнекутское сельское поселение.

## Топонимика
До 1972 года село носило китайское название Санчихеза. Переименовано после вооружённого конфликта за остров Даманский. С 2002 по 2011 год называлось Островное.

## География
Село Островной стоит на острове посреди реки Большая Уссурка, отсюда и современное название. Преобладают плодородные песчано-гумусные почвы. На климат села большое влияние оказывает тот факт что долину реки от внешних влияний ограждают горные системы. Несмотря на холодные морозные малоснежные зимы, лето здесь жаркое и солнечное, в том числе и благодаря низким широтам. 
Дорога к селу Островной идёт вверх по течению реки от села Дальний Кут (на юго-восток), через правобережную протоку реки Большая Уссурка построен мост. Далее от моста по правому берегу вверх по течению (на юг) идёт дорога к селу Дерсу (2 км).
Расстояние до административного центра Дальнекутского сельского поселения села Дальний Кут около 5 км, до районного центра Новопокровка (через Рощино) около 78 км.

## Население
| 2002 | 2010 |
| ---- | ---- |
| 9    | ↘3   |

## Экономика
Весной 2018 года между сёлами Дерсу и Островное благодаря усилиям переселенцев-староверов из Латинской Америки появилось порядка 330 га новой пашни.
Жители занимаются сельским хозяйством фермерского типа. Основные культуры: соя, подсолнечник и пшеница. Имеются предприятия, занимающиеся заготовкой леса. После возвращения староверов широкое распространение получило и фермерское скотоводство мясо-молочного направления (коровы, лошади, овцы).